# Il perduto amore (serie televisiva)
Il perduto amore (In Loving Memory) è una serie televisiva britannica in 37 episodi trasmessi per la prima volta nel corso di 5 stagioni dal 1969 al 1986. L'episodio pilota (con Marjorie Rhodes nel ruolo di Ivy) era stato trasmesso il 4 novembre 1969 dalla Thames Television che respinse l'idea. La serie fu poi messa in onda dalla Yorkshire Television solo nel 1979 e durò per 5 stagioni fino al 1986.
È una sitcom incentrata sulle vicende del personale in un'impresa di pompe funebri.

## Trama
L'anno è il 1929 e nell'episodio di apertura Jeremiah Unsworth, titolare di un'agenzia di pompe funebri, muore. La sua vedova Ivy e il nipote Billy prendono in mano l'attività.
L'umorismo della serie verte sui vari equivoci e incidenti che capitano durante l'organizzazione dei funerali durante i quali avviene sempre qualcosa di spiacevole. La serie è ambientata nella città fittizia di Oldshaw nel corso degli anni trenta.

## Personaggi e interpreti
- Billy Henshaw (37 episodi, 1969-1986), interpretato da Christopher Beeny.
- Ivy Unsworth (36 episodi, 1979-1986), interpretata da Thora Hird.
- Ernie Hadfield (22 episodi, 1979-1986), interpretato da Colin Farrell.
- Amy Jenkinson (11 episodi, 1979-1986), interpretata da Avis Bunnage.
- Mary Henshaw (10 episodi, 1979-1986), interpretata da Sherrie Hewson.
È La donna amata da Billy, i due si sposano all'inizio della quinta stagione.
- Tom Wrigley (6 episodi, 1979-1980), interpretato da Paul Luty.
- Flo Riley (6 episodi, 1979-1986), interpretata da Rose Power.
- Big Jack Tetley (4 episodi, 1979-1986), interpretato da Johnny Allen.

## Produzione
La serie, ideata da Dick Sharples, fu prodotta da Yorkshire Television. Le musiche furono composte da Alan Parker. Il regista è Ronnie Baxter (37 episodi, 1969-1986).

## Distribuzione
La serie fu trasmessa nel Regno Unito dal 4 novembre 1969 (pilot) e dal 21 maggio 1979 (1º episodio) al 27 marzo 1986 sulla rete televisiva Independent Television. In Italia è stata trasmessa con il titolo Il perduto amore.

## Episodi
| Stagione         | Episodi | Prima TV Regno Unito |
| ---------------- | ------- | -------------------- |
| Pilot            | 1       | 1969                 |
| Prima stagione   | 7       | 1979                 |
| Seconda stagione | 7       | 1980                 |
| Terza stagione   | 8       | 1982                 |
| Quarta stagione  | 7       | 1983-1984            |
| Quinta stagione  | 7       | 1986                 |